# Clonie Gowen
Cycalona Gowen, detta Clonie (Kiowa, 6 novembre 1971), è una giocatrice di poker statunitense.
Gowen è nata in Florida, ed è cresciuta a Kiowa, Oklahoma. Il suo nome è ispirato alla forte tempesta del giorno della sua nascita. Dopo aver vinto a 15 anni Miss Teen McAlester, si trasferisce a Corsicana in Texas. Entra nella squadra di pallacanestro dell'università.
Ha raggiunto la fama raggiungendo un piazzamento fra i primi 10 in un torneo WPT e vincendo il WPT Ladies' Night Event nel 2003.
Ha lavorato come ospite commentatrice per "Ultimate Poker Challenge", il "Gaming Club World Championship Poker" e "888.com Women's Poker UK Open". Attualmente è stabile editorialista della rivista "All In".
Dal 2007 appare nel programma televisivo NBC Poker After Dark, vincendo il torneo e $120.000 di premio durante la "Ladies Week" (settimana 10) e di nuovo durante la settimana 17.
Ha conquistato 9 piazzamenti a premi WSOP.